# Fred Iltis
Fred Iltis (Brno, Tchecoslováquia, 20 de abril de 1923 — San Jose, Califórnia, 11 de dezembro de 2008) foi um entomologista norte-americano. Suas pesquisas tinham enfoque na biossistemática e no ciclo de vida de mosquitos.